# Битка код Кисе
Битка код Кисе одиграла се у јесен 218. п. н. е. између римске војске под заповедништвом Гнеја Корнелија Сципиона Калва и картагињанске војске под Ханоновим заповедништвом. Битка је била део Другога пунскога рата, а одиграла се јужно од грчкога града Тарака (Тарагона) у североисточној Иберији. Бројчано надмоћнија римска војска је победила и након битке овладала је подручјем северно од реке Ебро.

## Стратешка ситуација
Након успешне опсаде Сагунта Ханибал је одморио своју војску, па је кренуо према Италији са 90.000 војника и 12.000 коњаника. Током лета освојио је подручје северно од реке Ебро. Ханибал је у том подручју покорио иберијска племена пазећи да се поштеде грчки градови тога подручја. Након тога кренуо је преко Пиринеја кроз Галију према Италији. Део војске оставио је да чувају новоосвојене области, а 10.000 непоузданих војника послао је кући.

## Римске припреме
Римска морнарица је била мобилизована до 218. пре н. е, јер је имала распоређених 220 ратних бродова. Ти бродови су били мобилизовани још током Другога илирскога рата 220/219. п. н. е. Конзул Тиберије Семпроније Лонг је добио 2 римске и 4 савезничке легије са инструкцијама да отплови на Сицилију са 160 ратних бродова. Имао је инструкције да крене на Африку у случају да други конзул може да спречи долазак Ханибала у Италију. Публије Корнелије Сципион је добио 2 римске и 3 савезничке легије и 60 транспортних бродова. Галска племена Боји и Инсубри напала су римске колонисте Плацентије и Кремоне, па је део Сципионове војске морао да иде у Цисалпинску Галију, а нова војска је регрутована да би попунила Сципионове снаге. То је изазвало Сципионово кашњење. Док је Ханибал прелазио Галију Публије Корнелије Сципион се искрцао код Масилије (Марсеља). Ханибал је након преласка Роне избегао Сципионову војску и кренуо је према Алпима. Када је Сципион дошао до Ханибалова логора утврдио је да је Ханибал три дана у предности, па је због тога одлучио да се сам врати у северну Италију. Своју војску је предао брату Гнеју Корнелију Сципиону Калву и наредио му је да иде на Иберијско полуострво.

## Пред битку
Млађи Ханибалов брат Хаздрубал Барка имао је на располагању 12.650 војника, 2550 коњаника и 21 слона са циљем да брани картагињанске поседе јужно од Ебра. Северно од Ебра у новоосвојеним областима Ханибал је оставио Ханона са 10.000 војника и 1.000 коњаника. Гнеј Корнелије Сципион Калв је имао на располагању 20.000 војника пешадије, 2.200 коњаника и 60 пентера. Кренуо је из Масилије и искрцао се код Емпорије у Иберији. Грчки градови Емпорија и Тарако дочекали су Римљане са добродошлицом. Гнеј Корнелије је након тога кренуо дуж обале и неки градови су му се предавали, а неке је морао да опседа. Након освајања обалскога појаса Гнеј Корнелије Сципион је окупио значајну војску иберских савезника. Хаздрубал Барка је чуо за римску војску, па је кренуо на север са 8.000 војника и 1.000 коњаника, са циљем да се споји са Ханоновим снагама.

## Битка
Након освајања обалскога појаса Гнеј Корнелије Сципион Калв кренуо је у освајање унутрашњости и успут је освојио много градова, а многи су прешли на његову страну. Ханон је био потпуно изненеђен доласком римске војске у Иберију. Поготово је био узнемирен преласком домаћега становништва на страну Римљана, па је напао Римљане јужно од Тарака, код Кисе (или Цисе). Није сачекао долазак Хаздрубалове војске, јер је већ био нестрпљив због преласка Ибера на страну Римљана. С друге стране Сципиону је одговарало да се обрачуна најпре са Ханоном пре него што стигне Хаздрубал Барка. Ханон је ушао у битку са много мањим снагама од противника, па је изгубио битку. Картагињани су изгубили 6.000 војника. У бици је заробљен сав картагињански пртљаг, који је раније Ханибал оставио. Том приликом Римљани су заробили 2.000 војника. Заробили су такође Ханона и Андобала. Андобал је као деспот целе средишње Иберије био веома привржен Картагињанима. Римљани су након битке опљачкали град Кису, али у њему није било вреднога плена.

## Последице
Гнеј Корнелије Сципион је овладао територијем северно од реке Ебро. Хасрубал Барка је прекасно стигао, а није имао ни довољно снажну војску да сам нападне Римљане. Ливије тврди да је сазнао за Ханонов пораз након преласка Ебра, а према Полибију прешао је Ебро иако је чуо за картагињански пораз. Много римских морнара налазило се расштркано око Тарака сакупљајући по пољима храну. Хаздрубал их је напао са коњицом и побио је огроман број морнара, а остатак се повукао на бродове. Након тога покоља ефективност римске флоте је дупло умањена. Хаздрубал Барка се након тога повукао на јужну страну реке Ебро. Сципион је због пропуста казнио своје официре и отишао је на зимовање у Тарако. Победа у бици омогућила му је да осигура базу за своје операције у Иберији. Добио је подршку домаћих племена, што је осигуравало снабдевање и регрутовање. Ханибал је изгубио копнену везу са Иберијом. Сципион је дуже време провео консолидујући нову базу у Иберији. Током зиме Хаздрубал је побунио Илергете против Римљана, па је Сципион морао да ратује са њима и коначно их покори. Након тога покоравао је Аусетане и остала племена.